# Прапор Червоного (Яготинський район)

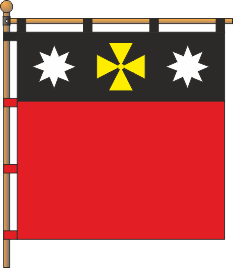
Прапор Червоного

Прапор Червоного — геральдичний символ села Червоне Яготинського району Київської області (Україна), затверджений сесією сільської ради (автор — О. Желіба).

## Опис
Квадратне полотнище (співвідношення 1:1) із чорною та червоною горизонтальними смугами (співвідношення 1:2), обтяжену двома білими восьмикутними зірками та жовтим лицарським хрестом посередині. Корогва має вертикальне та горизонтальне кріплення.

## Трактування
- хрест — символ Ісуса Христа, віри, надії, любові, випробування, спасіння;
- зорі — символ неба, на яке вознісся Ісус, символ надії на краще майбутнє;
- зорі та хрест — символ вознесіння, натяк на Вознесенський монастир, монахи якого 1728 р. заснували хутір Причиський, який пізніше переріс у село Червоне.